# Stator exturbatus
Stator exturbatus is een keversoort uit de familie bladkevers (Chrysomelidae). De wetenschappelijke naam van de soort werd in 1989 gepubliceerd door Johnson, Kingsolver & Teran.